# Ash Ra
Ash Ra, (även Ash Ra Tempel och Ashra) är en tysk rockgrupp bildad 1970 i Berlin, ledd av Manuel Göttsching. Gruppen var en av pionjärerna inom tysk experimentell rock. Fram till 1972 var Klaus Schulze medlem i gruppen.

## Diskografi
Album (urval)
- Ash Ra Tempel (1971)
- Schwingungen (1972)
- Join Inn (1972)
- Seven Up (1973)
- Starring Rosi (1973)
- Invention for Electric Guitar (1975)
- New Age of Earth (1977)
- Blackouts (1978)
- Correlations (1979)
- Belle Alliance (1981)